# Geraldine (Montana)
Pour les articles homonymes, voir Geraldine.
Geraldine est une ville située dans le comté de Chouteau, dans l’État du Montana, aux États-Unis. Lors du recensement de 2000, elle comptait 284 habitants.
À l’origine[Quand ?], Geraldine était une halte sur la Milwaukee Road.

## Source
- (en) Cet article est partiellement ou en totalité issu de l’article de Wikipédia en anglais intitulé « Geraldine, Montana » (voir la liste des auteurs).